# 探偵物語ミュージックファイルVol.2
『探偵物語 ミュージックファイルVol.2』（たんていものがたり-ボリューム・ツー）は、1979年9月18日から1980年4月1日にかけて放送されたテレビドラマ『探偵物語』のサウンドトラックアルバム。『探偵物語ミュージックファイル』の続編として、バップ/ミュージックファイルシリーズから1993年11月1日に発売。一旦廃盤になったのち、1995年2月1日に再発された。廃盤になった理由は不明。

## 概要
前作を制作する際に構成者のチェック漏れで未発見扱いになってしまっていた曲や、収録時間の都合で収録できなかった曲をすべて収録したアルバム。これにより、前作と合わせて『探偵物語』のために制作された楽曲は主題歌の一部のバリエーションを除いてすべて商品化された。
また、ボーナス・トラックとして第2話以降の予告ナレーションを収録。

## 収録曲
特記の無いものは大谷和夫作曲。
1. Bad City（TVサイズ）
  1. M-5（作詞・作曲：Casey Rankin 編曲：大谷和夫 歌：SHŌGUN）
2. サブタイトル
  1. ブリッジ1#1
3. 工藤俊作のテーマ
  1. M-3工藤のテーマA
  2. M-3工藤のテーマB
4. 暗闇の遊戯
  1. M-19
  2. M-17のブリッジC#2
5. Vespa de Chase!
  1. M-12B
6. コミカル・アクション
  1. 昔のロック
  2. 古いロックB#1
  3. 古いロックB#2
7. 哀しみのヒロイン
  1. ヒロインのテーマ
  2. M-8B
8. 赤い靴〜「失踪者の影」より〜
  1. 赤い靴（オルガン）（作曲：本居長世）
9. 工藤俊作のテーマII
  1. 工藤のテーマ バラード
  2. 工藤のテーマD
10. 脅迫者に罠を張れ!
  1. M-14
11. 華麗なる追跡
  1. M-12A
12. ブルーな昼下り（「Lonely Man」アレンジBGM）
  1. Bスローテンポ（作曲：大谷和夫、芳野藤丸）
  2. BのB型（作曲：大谷和夫、芳野藤丸）
13. ラスト・シーン
  1. M-5朝B型
  2. M-9
14. Lonely Man（TVサイズ）
  1. M-2（作詞：Casey Rankin 作曲：大谷和夫、芳野藤丸 編曲：大谷和夫 歌：SHŌGUN）
15. ボーナス・トラック 「探偵物語」第2〜27話予告ナレーション（ナレーター：松田優作、BGM：SHŌGUN）